# Griselda Blanco
Ana Griselda Blanco Restrepo (15. února 1943 Cartagena – 3. září 2012 Medellín) byla v 70. a 80. letech 20. století jednou z „nejnelítostnějších a bezskrupulózních“ vůdčích osobností kolumbijského Medellínského kartelu ve Spojených státech. Byla přezdívána také „kokainová kmotra“, „Ma Barker“, „černá vdova“ (španělsky Viuda Negra) nebo „La Madrina“. Na Griseldu byl spáchán atentát v září 2012 v kolumbijském Medellínu. Měla 4 děti.

## Počátky
Griselda se narodila na severu Kolumbie, ve městě Cartagena. Když jí byly tři roky, tak se s matkou přestěhovala do Medellínu. Její bývalý milenec vyprávěl, že Griselda měla unést a zastřelit dítě, které pocházelo z luxusní čtvrti města. V 19 letech utekla z domova, aby unikla před znásilňováním a živila se krádežemi v centru města. Griselda začínala s obchodem s drogami, kdy se svým manželem Carlosem Trujillem prodávala marihuanu. V roce 1964 se na falešné doklady dostala do USA. Do USA utekla kvůli Trujillovi, se kterým se rozvedla.

## Obchod s drogami v USA
Griselda se příchodu do USA usadila v Queensu, kde bydlela se svými třemi dětmi a druhým manželem Albertem Bravem, který se živil jako pašerák pro medellínský kartel. V New Yorku vybudovali sít prodejců drog. V roce 1975 musela Griselda s rodinou odjet z New Yorku zpět do Kolumbie, ovšem v půlce sedmdesatých let již začala svoji sít budovat v Miami na Floridě. V 80. letech byl do USA častěji pašován kokain než marihuana. Represivní složky daly dohromady taktický tým, který sestával z Policie města Miami a DEA. Agenti DEA Griseldu zatkli 17. února 1985 v jejím domě. Proces proběhl v NYC, kde byla shledána vinnou a odsouzena na 15 let. V dalším procesu byla obviněna z vražd na Floridě, ale zde je případ stažen, kvůli technickým potížím a tomu, že její nájemný vrah Jorge Ayala měl sex po telefonu se dvěma sekretářkami státního návladního. V roce 1998 byla Grisleda shledána vinou z vraždy 2. stupně a odsouzena k 20 letům ve vězení. V roce 2002 kvůli špatné životosprávě dostala Griselda ve vězení infarkt. V roce 2004 byla podmínečně propuštěna z vězení a deportována zpět do Kolumbie. Když 3. září 2012 Blanco a její snacha vycházela z řeznictví v Medellínu na rohu 29. ulice, byla střelena atentáníkem dvakrát do hlavy. Střelec na rohu nasedl na motorku a z místa ujel. Nikdy nebylo zjištěno, kdo za vraždou stojí, ale stopy vedou k Pistoleros. Dle svědectví dala Griseldě její snacha na hrudník bibli. Tato vražda je ve stylu vražd během miamské války. Griselda byla pohřbena na stejném hřbitově jako Pablo Escobar.

## V populární kultuře

### Film a seriály
- Kokainoví kovbojové, Kokainoví kovbojové 2 – dokumenty o drogách v Miami
- Pablo Escobar, The Drug Lord – vystupuje zde jako Graciela Rojas
- Cocaine Godmother – o životě Griseldy
- Griselda – Netlix  2024

### Hudba
- Jacki-O La Madrina – Griselda Blanco
- Lil' Kim odkazuje na Griseldu v pínsi Warning Freestyle a také v písni Diego

### Podcasty
- Opravdové zločiny – díl 290
- The Sit Down: A Crime History Podcast – díl 67